# Stadhuis van Bolsward
Het stadhuis van Bolsward is een voormalig gemeentehuis in de Nederlandse stad Bolsward. Gebouwd in de 17e eeuw is in het sinds 2021 in gebruik als gemeenteloket, café en bibliotheek.

## Geschiedenis
De ontwerper en bouwmeester is Jacob Gysbert, de vader van de Friese dichter Gysbert Japicx. Het raadhuis werd gebouwd in de jaren 1614 - 1617 in de stijl van het Fries maniërisme. Het verving een gebouw uit 1474. Boven het trapbordes, dat in 1768 werd vernieuwd, bevinden zich boven de hoofdingang drie beelden met gouden voorwerpen: een weegschaal, een anker en een boek. Daarboven bevinden zich nog een beeld en een zonnewijzer. Het gebouw heeft aan de bovenzijde van de voorgevel een fries met rolwerk: een zogenaamde rolwerkgevel.
Het stadhuis heeft een achtkantige toren met een luidklok (1619) van Hans Falck, een klok (1680) van Petrus Overney en een beiaard uit 1955. Op de grote klok van het klokkenspel staat het volgende randschrift: Tel zorgvuldig de uren welke mijn stem verkondigt: een van die vele zal uw laatste zijn.
In het souterrain bevond zich een waag. Het was daarmee een van de Waaggebouwen in Friesland die in een stadhuis was gevestigd. Er hangt nog een grote weegschaal. De gevangenpoort leidde naar de gevangenis boven in het gebouw. Onder de zolder van de toren bevindt zich een Oudheidkamer.
In de periode 1892 tot 1895 werd het stadhuis gerestaureerd naar een plan van de Rotterdamse architect Jan Verheul.
Sinds Bolsward in 2011 is opgegaan in de gemeente Súdwest-Fryslân werd het gebouw nauwelijks meer gebruikt. Het pand kreeg een nieuwe bestemming waarbij eerst een grondige verbouwing plaats had. In 2019 werd de houten opbouw van de toren weggetakeld voor herstel, dit omdat het houtwerk was aangetast door de bonte knaagkever, die zich door de balken van het bovenste deel van de toren heen had gevreten. In juni 2021 werd de toren na herstel weer op zijn plaats gehesen.

## Cultureel centrum
Eind 2021 wordt het stadhuis na een verbouwing in gebruik genomen als gemeentekantoor en het cultureel centrum 'De Tiid'. Daarin worden ondergebracht een museum, café, bibliotheek, gemeenteloket, gemeentearchief, de oudheidkamer Bolsward, Gybert Japicxhuis. en sinds 26 juli 2022 het Titus Brandsma Museum.

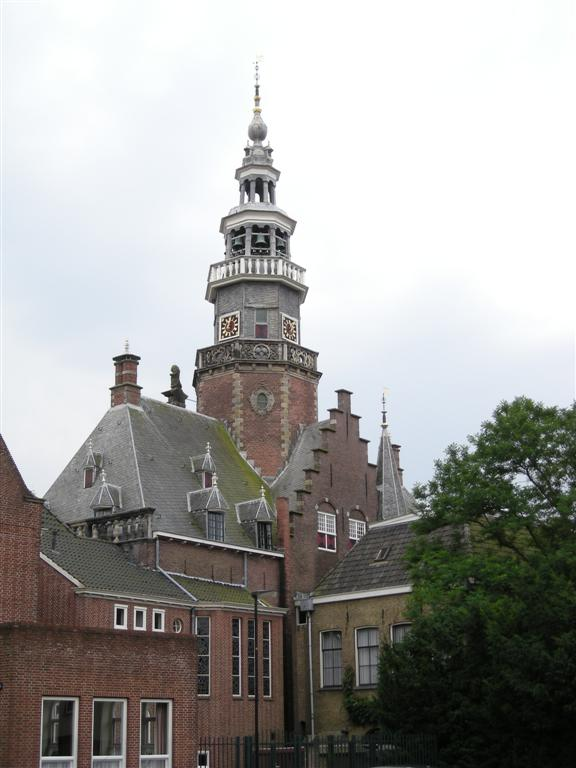
Achterzijde
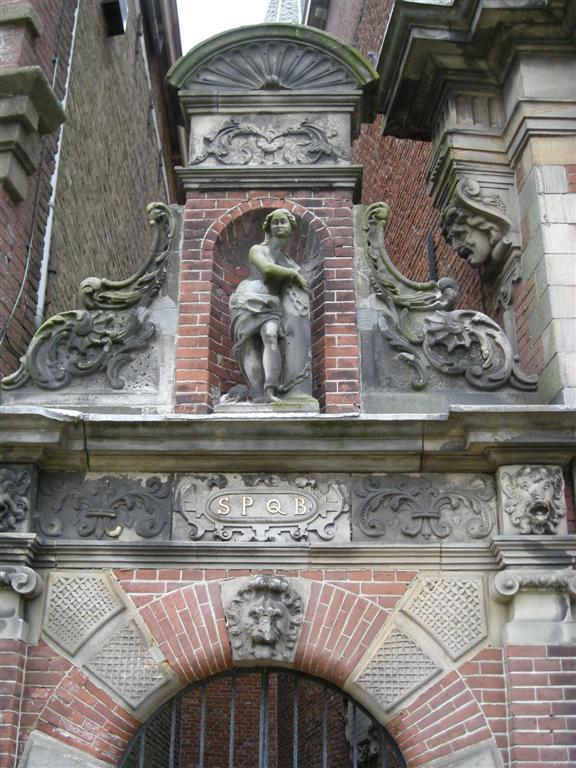
Gevangenpoort
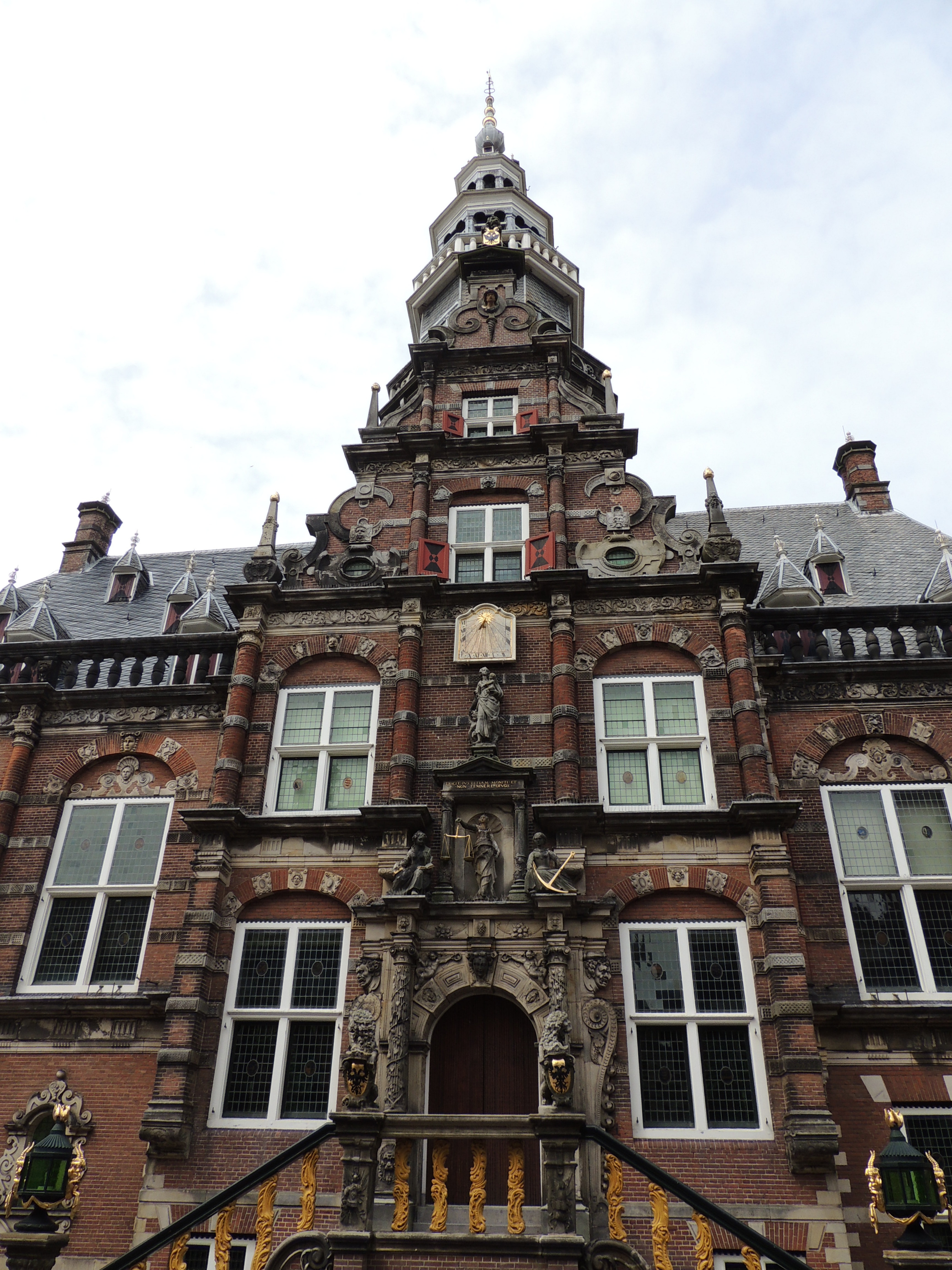
Voorzijde

Bolsward · 
Dokkum ·
Franeker ·
Gorredijk ·
Harlingen ·
Hindeloopen ·
Kollum ·
Langweer ·
Leeuwarden ·
Leeuwarden (beurs) ·
Lemmer ·
Makkum ·
Oldeboorn ·
Sloten ·
Workum
Bolsward · 
Dokkum ·
Franeker ·
Harlingen ·
Hindeloopen ·
IJlst ·
Leeuwarden ·
Sloten ·
Sneek ·
Stavoren ·
Workum